# Ozodicera bispinifer
Ozodicera bispinifer är en tvåvingeart som beskrevs av Alexander 1921. Ozodicera bispinifer ingår i släktet Ozodicera och familjen storharkrankar. Inga underarter finns listade i Catalogue of Life.